# Rosemary Frances Booth
Rosemary Frances Booth, geborene Sutherland, bekannt unter ihrem Autoren-Pseudonym Frances Murray (* 10. Februar 1928 in Lanark, Lanarkshire, Schottland; † 27. Oktober 2019 in Département Tarn, Frankreich), war eine britische Lehrerin und Autorin von Kinder- und Liebesromanen. Ihr Roman The Burning Lamp wurde 1974 von der Romantic Novelists' Association mit dem Preis Romantic Novel of the Year ausgezeichnet.

## Leben
Sutherland wurde als Tochter von Frances Wotherspoon, einer Künstlerin, und Donald Sutherland, einem Journalisten und Dramatiker, geboren. Sie studierte an der University of Glasgow (1945–1947), entschied sich dann aber für ein Jahr Auszeit und arbeitete und tourte mit dem Unity Theatre of Glasgow (1948–1949). Am 28. August 1950 heiratete sie Robert Edward Booth, einen Manager, und sie bekamen drei Töchter: Lesley, Judith und Frances.
1965 erwarb sie einen Master of Arts an der University of St Andrews, gefolgt von einem Diplom in Pädagogik im Jahr 1966. Sie unterrichtete Geschichte an der Perth Academy in Schottland (1966–1972) und war Leiterin der Geschichtsabteilung an der Linlathan School in Dundee (1972–1976). Sie war Lehrerin für Geschichte am Ladies' College, Saint Peter Port, Guernsey (1976–1993). 1993 ging sie in den Ruhestand.
Nach ihrer Pensionierung zog das Ehepaar nach Spanien und dann nach Frankreich, wo sie bis zu ihrem Tode im Département Tarn lebten. 
Während ihrer beruflichen Laufbahn als Lehrerin und in ihrem Ruhestand hat sie immer geschrieben. Unter dem Pseudonym „Frances Murray“ veröffentlichte sie von 1966 bis 1986. Seit 2011 veröffentlichte sie e-Books bei Amazon. Ihre Romane spiegeln ihr Interesse an Menschen, Sprache, Literatur, Kunst und allen kulinarischen Dingen wider. Während ihrer Lehrtätigkeit in Schottland schrieb sie eine Reihe von Radioskripten für BBC Schools Radio sowie preisgekrönte Schulstücke für Theaterwettbewerbe. Sie wurde beauftragt, eine schottische Ballade über die Schriftstellerin Mary Stewart zu schreiben.

## Veröffentlichungen (Auswahl)
Kinderbücher
- Ponies-Serie

1. Ponies on the Heather (1966)
2. Ponies and Parachutes (1975), in Deutsche übersetzt: Pferde, Diebe, Abenteuer, Boje-Verlag, Stuttgart 1977.

Zeitliche Einordnung 	Erscheinungsdatum: 
1. White Hope (1978)

- Shadow Over the Islands (1986)

Romane
- The Dear Colleague (1972)
- The Burning Lamp (1973)
- The Heroine's Sister (1975)
- Red Rowan Berry (1976)
- Castaway (1978)
- Payment for the Piper (1983), alternativer Titel Brave Kingdom
- The Belchamber Scandal (1985)

Seit 2011 veröffentlichte sie ihre Bücher als e-Books bei Amazon.